# Máscara neutra

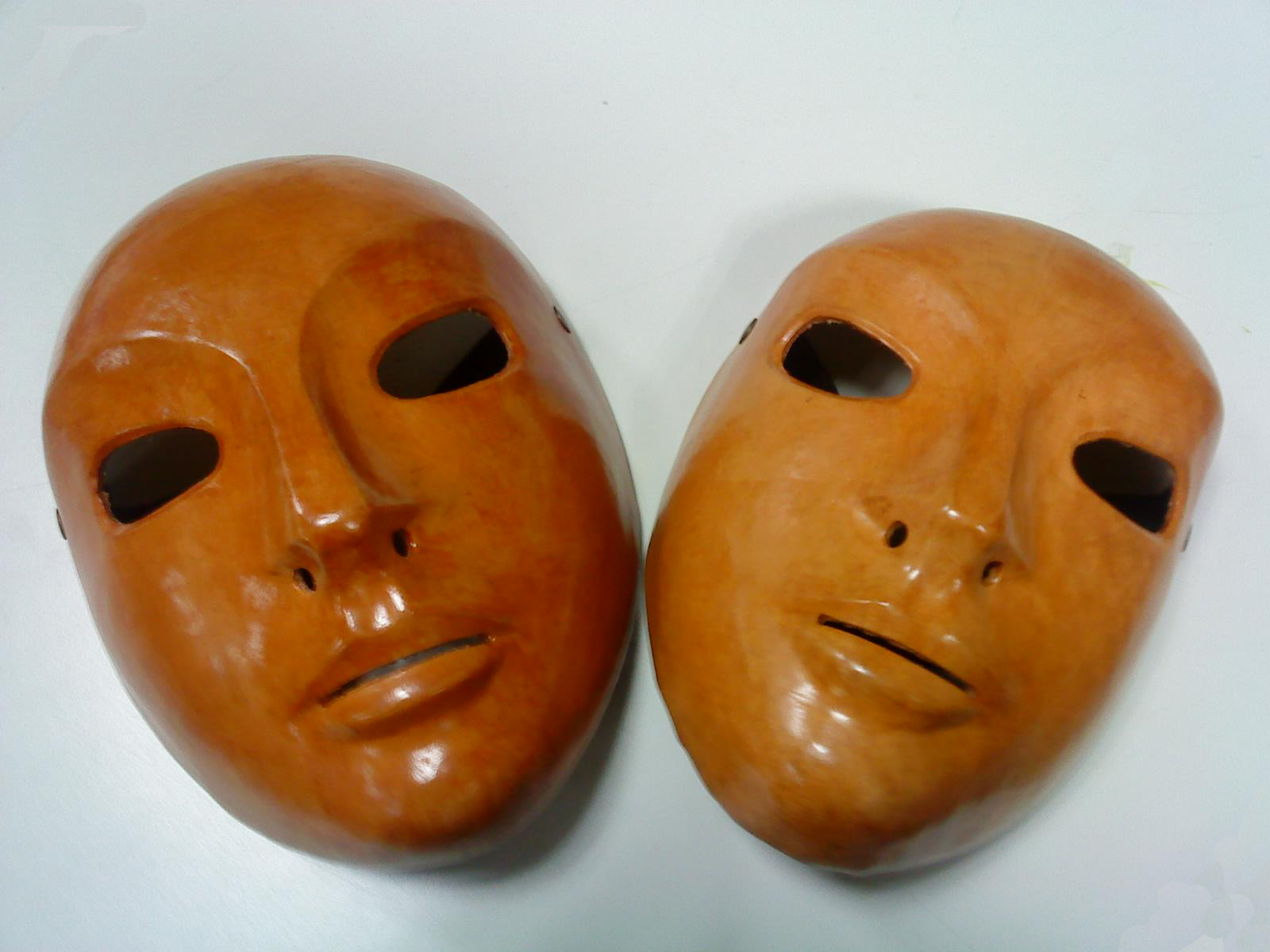
Máscaras neutras masculina y femenina.

La máscara neutra, también llamada máscara de la calma y el silencio, es un instrumento pedagógico utilizado en el ámbito de la actuación. Es fabricado usualmente en cuero marrón, aunque también en papel maché. Algunas veces se utiliza en color blanco, aunque esto podría ser contrario al concepto de neutralidad por relacionarse el blanco en la piel con la muerte.
La máscara carece de toda expresión, liberando así al actor de su propio gesto, y permitiéndole expresarse en su conjunto, con todo el cuerpo. La máscara busca incesantemente la utopía de la neutralidad y por consiguiente, la persona que la porta debe seguir los mismos designios. Nada ni nadie puede ser neutro, sin embargo, su búsqueda fórmula preguntas indispensables en el hecho teatral. ¿Que es lo que une a toda la humanidad? ¿que nos diferencia?. 
A diferencia de algunas creencias, debidas principalmente a una mala formación, la máscara neutra no puede mostrarse al espectador, queda solo y exclusivamente relegada al hecho pedagógico. El motivo radica precisamente en su intrínseco equilibrio. No tiene conflictos ni internos ni externos, no genera inflexiones, no posee individualidades. El escenario es precisamente lo contrario. Es el desequilibrio, el detalle, el individuo, la particularidad.

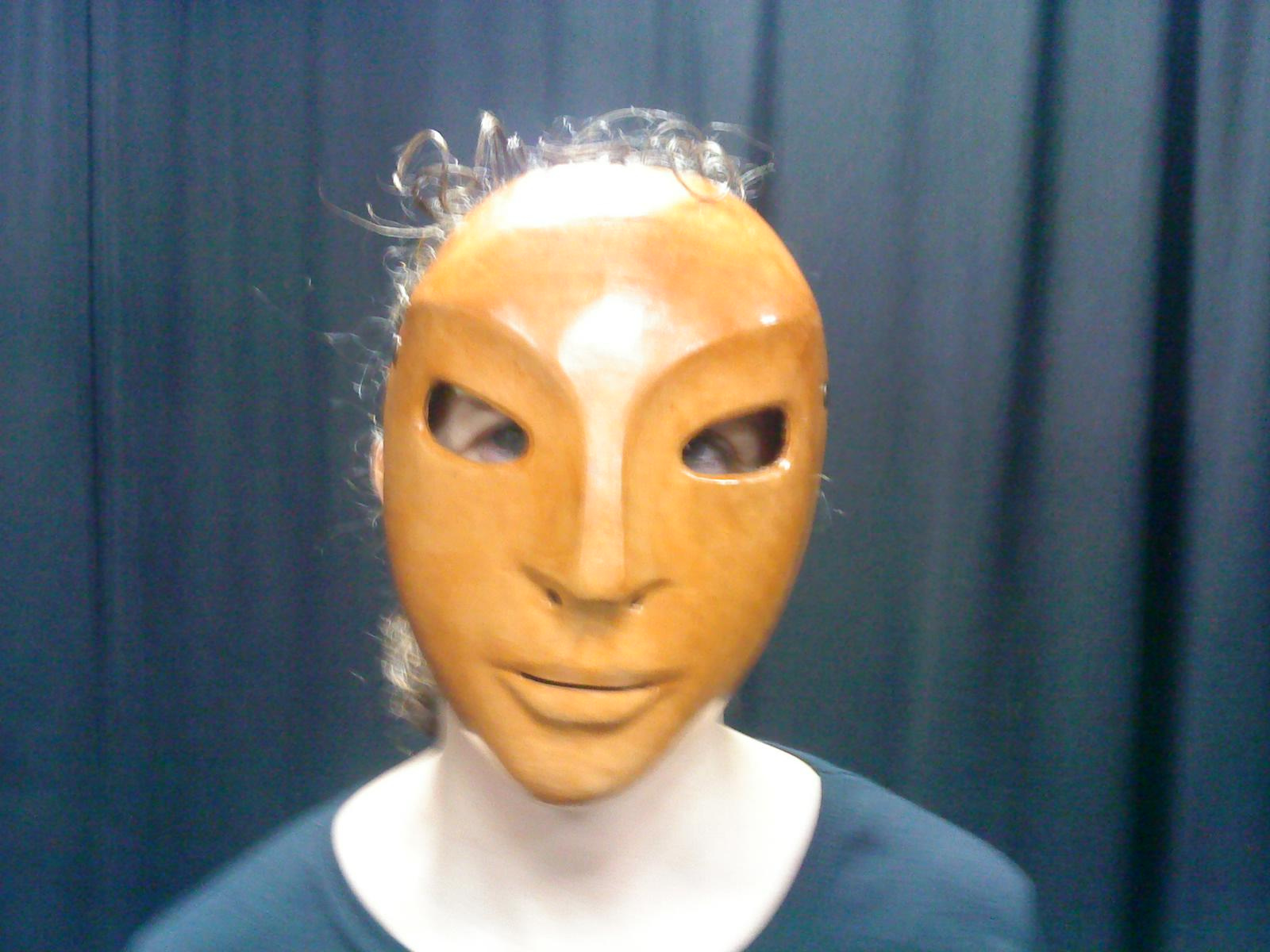
Actriz usando una máscara neutra.

En 1914 Jacques Copeau introdujo el trabajo corporal con máscaras originarias del teatro japonés Noh en las clases de la escuela que dirigía en el teatro Vieux-Colombier de París. Jacques Copeau se inspiró en estas máscaras orientales para la invención en papel maché de la “máscara de la calma y del silencio” que empleaba en la enseñanza de la Expresión Corporal. 
Jean Dasté, discípulo aventajado de Jacques Copeau, desarrolló la técnica con esta máscara sin expresión aparente, también llamada “máscara noble” por su similitud con una antigua máscara social francesa, y pronto comenzó 
a trabajar también como profesor en la escuela Vieux-Colombier.
Sin embargo, no fue hasta Jacques Lecoq, uno de los más prestigiosos maestros de actores del siglo XX, cuando se introdujo su uso de manera regular y explícita. Él junto a Amleto Sartori, el maestro de todos los mascareros teatrales hasta la actualidad, construyeron la primera, la madre de todas las máscaras nobles, que rebautizaron como neutra por ser un término más pedagógico.